# Wola Makowska
Wola Makowska – wieś w Polsce położona w województwie łódzkim, w powiecie skierniewickim, w gminie Maków.
W latach 1975–1998 miejscowość administracyjnie należała do województwa skierniewickiego. W latach 1977–1982 w gminie Skierniewice.